# Britt Goodwin
Britt Goodwin (* 24. April 1983 in Gjøvik, Norwegen) ist eine ehemalige britische Handballspielerin.

## Karriere
Goodwin begann mit zehn Jahren das Handballspielen in ihrer Heimatstadt Gjøvik. Ab der Saison 2002/03 spielte die Außenspielerin beim damaligen norwegischen Erstligisten Gjøvik HK. In sechs Spielzeiten bei Gjøvik HK erzielte sie in insgesamt 44 Erstligapartien 16 Treffer und 21 Zweitligapartien 10 Treffer.  In der Saison 2008/09 lief Goodwin für den Erstligisten Toten HK auf, für den sie in 18 Spielen 17  Treffer warf. In der darauffolgenden Saison spielte sie beim Zweitligisten Fjellhammer IL – 14 Tore in 20 Spielen. Im Sommer 2010 schloss sie sich dem Drittligisten Asker SK an. Im Sommer 2011 zog es sie nach Großbritannien, um sich dort mit der britischen Nationalmannschaft auf die Olympischen Spiele vorzubereiten.
Britt Goodwin gehörte dem Kader der britischen Handballnationalmannschaft an. Sie gehörte zum britischen Aufgebot, das an den Olympischen Sommerspielen 2012 in London teilnahm.

## Sonstiges
Ihr Vater Steve Goodwin ist ein ehemaliger Fußballprofi, der in den 1970er-Jahren für Norwich City und Southend United spielte, bevor er nach Norwegen wechselte.
Britt Goodwin gewann im Jahr 2005 die norwegische Version von Big Brother.